# 卢伊茨阿尔维斯
卢伊茨阿尔维斯是巴西圣卡塔琳娜州的一个市镇。总面积260.079平方公里，总人口8986人，人口密度34.6人/平方公里。